# سالزبری (ورمانت)
سالزبری، ورمانت (به انگلیسی: Salisbury, Vermont) یک شهرک نیوانگلند در ایالات متحده آمریکا است که در شهرستان آدیسون، ورمانت واقع شده‌است.

## خصوصیات
سالزبری ۷۷٫۷ کیلومترمربع مساحت و ۱٬۱۳۶ نفر جمعیت دارد و ۱۲۶ متر بالاتر از سطح دریا واقع شده‌است.